# NGC 1997
NGC 1997 est un amas ouvert situé dans la constellation de la Dorade. Cet amas est situé dans le Grand Nuage de Magellan. Il a été découvert par l'astronome britannique John Herschel en 1834.
La base de données NASA/IPAC indique qu'il s'agit peut-être d'un amas globulaire.